# 忍風戰隊颶風者 咻 咻！The Movie
《忍風戰隊破裏劍者 颼 颼！The Movie》（原題：忍風戦隊ハリケンジャー シュシュッと THE MOVIE）。係於日本時間2002年8月17日上映的劇場版作品。與『假面騎士龍騎 Episode Final』同時上映。

## 概要
- 前作《劇場版 假面騎士Agito Project G4》、《劇場版 百獸戰隊牙吠連者 怒吼吧，火山》大受好評，而緊接著公開的劇場版。

- 「天雷旋風神」搶先電視版登場，但其與電視版設定上稍有不同。

本作DVD於2003年2月21日發售。

## 人物

### 破裏劍者
| 演員     | 角色     | 代號                        |
| -------- | -------- | --------------------------- |
| 塩谷瞬   | 椎名鷹介 | 破裏劍紅（Hurrican Red）    |
| 長澤奈央 | 野乃七海 | 破裏劍藍（Hurrican Blue）   |
| 山本康平 | 尾藤吼太 | 破裏劍黃（Hurrican Yellow） |

### 轟雷者
| 演員       | 角色   | 代號                   |
| ---------- | ------ | ---------------------- |
| 白川裕二郎 | 霞一甲 | 兜雷者（Kabutoraiger） |
| 姜暢雄     | 霞一鍬 | 鍬雷者（Kuwagaraiger） |

### 手裏劍者
| 聲優     | 替身     | 代號                     |
| -------- | -------- | ------------------------ |
| 松野太紀 | 三村幸司 | 手裏劍者（Shuurikenger） |

### 戰隊關係者
日向無限齋｜西田健
日向朧｜高田聖子
萊娜公主｜吉野紗香
亞斯特拉姆第四行星的公主。個性刁蠻。萊娜的身體被稱為「噬魂之儀」的儀式所燒傷過，因此她的身體變成了使人長生不老的妙藥，擁有能灌注生命給予已消逝者使其復活的能力。如今，覬覦這能力的宇宙猿忍·扎爾一族，為了奪取此能力而綁走公主。
納庫魯｜宮村優子 聲
萊娜公主的小機器人侍從。平常為手裡劍型態。

### 邪暗者
首領·塔臧特｜梁田清之 聲
一之槍·芙拉碧裘｜山本梓
三之槍·曼馬魯巴｜今村卓博 聲
四之槍·溫蒂努｜福澄美緒
五之槍·薩卡胤｜岡本美登 聲
六之槍·撒塔拉庫拉｜島田敏 聲
宇宙忍猿·西扎爾｜古田新太 聲
與猿類外型相似的宇宙忍者集團－宇宙猿忍·扎爾一族一人。使用操縱火焰的宇宙忍法。受雇於邪暗者的兩人，任務是誘拐萊娜公主進行「噬魂之儀」，卻意外遭到颶風者的阻擾。但實際上卻是為了想要知道舉行「噬魂之儀」儀式的地點，而利用著邪暗者。
宇宙忍猿·布力扎爾｜村岡弘之 聲
與猿類外型相似的宇宙忍者集團－宇宙猿忍·扎爾一族一人。無法以言語溝通。使用操縱冷氣的宇宙忍法，能以意念操縱生物。
合體猿忍·阿修羅扎爾
西扎爾和布力扎爾使用宇宙忍法·巨大化之術合體後的型態。具有能反彈機關巨人攻擊的能力。
再生宇宙忍者軍團
被布力扎爾所操縱之撒塔拉庫拉使用宇宙忍法·黃泉之法所召喚出來的再生宇宙忍者。鬚鯰頭巾、黏液法師、結界坊、瘤噓坊、蓋豬坊等五人復活。

## 機體
旋風神
轟雷神
天空神
三神禿鷹
- 全長：24m / 重量：550t / 最高速度：12mach

由三個機關球組成。（15）「角」為三神禿鷹的冠角（16）「冠」為三神禿鷹的軀體（17）「爪」為三神禿鷹的羽翼。
天雷旋風神
- 全高：74m / 重量：4790t / 出力：4000万hp/t

電視版中最強的機關巨人。

## 幕後
- 原作：八手三郎
- 製作人 - 日笠淳・塚田英明（東映）、松田佐栄子（テレビ朝日）、矢田晃一（東映エージエンシー）
- 監督 - 渡辺勝也
- 脚本 - 宮下隼一
- 音楽 - 三宅一徳
- 特技監督 - 佛田洋
- 動作監督 - 竹田道弘
- 撮影 - 菊池亘
- 照明 - 竹田勝三
- 美術 - 山下宏
- 錄音 - 渡辺典夫
- 編集 - 洲崎千惠子
- 記錄 - たなかなつき
- 副監督 - 中澤祥次郎
- 製作擔當 - 岩永恭一郎
- 視覺效果 - 沖滿
- 代製作人 - 宇都宮孝明（東映）
- 配給 - 東映